# Génova
GénovaPE ou GênovaPB (Zena em língua lígure) é uma cidade e condados históricos da Itália, na região de Ligúria, cidade metropolitana de Génova, com cerca de 639 560 habitantes (1 510 000 na área metropolitana). Estende-se por uma área de 243 km², tendo uma densidade populacional de 2 484 hab/km². É limitada com Arenzano, Bargagli, Bogliasco, Bosio (AL), Campomorone, Ceranesi, Davagna, Masone, Mele, Mignanego, Montoggio, Sant'Olcese, Sassello (SV), Serra Riccò, Sori, Tiglieto, Urbe (SV).
Gênova é um importante porto marítimo que rivaliza com a cidade francesa de Marselha na disputa pelo lugar de melhor porto do mar Mediterrâneo e centro industrial cujo crescimento económico e internacionalização data dos séculos XII e XIV. É também capital da província de mesmo nome, e ocupa lugar de destaque no golfo de Gênova.

## História
A cidade de Génova (Gênova em português brasileiro) foi habitada desde o quinto ou quarto milênio A.C. No século V a.C., a primeira cidade, ou Ópido, foi fundada no topo da colina hoje chamada de Castello (castelo), que agora está dentro da cidade antiga medieval. Entre os antigos habitantes da região estavam os Lígures, que deram o nome à moderna Ligúria, atual região do noroeste da Itália, cuja capital é Gênova. A cidade foi destruída pelos Cartagineses em 209 a.C., sendo posteriormente reconstruída pelos Romanos, que a usaram como base durante a guerra que travaram com a Ligúria.
No período que medeia a queda do Império Romano do Ocidente (476) e o século XI pouco se sabe desta cidade. A partir do século XI, Génova torna-se uma república marítima governada por cônsules. A cidade contribuiu então com o envio de barcos no combate aos corsários sarracenos nas águas territoriais romanas; aliaram-se a Pisa, para expulsar os muçulmanos da Córsega e da Sardenha mas posteriores desentendimentos geraram disputas entre estas duas cidades-estado, ambas importantes Repúblicas Marítimas.
No século XII, os genoveses alargaram o seu território e partiram para as cruzadas trazendo para a sua cidade ricos saques. Os mercadores genoveses enriqueceram bastante com o transporte de mercadorias do Médio Oriente como a seda, pedras preciosas e as especiarias, muito apreciadas na Europa por esta altura, levando-os a estabelecer entrepostos comerciais em vários pontos do Mediterrâneo e do mar Egeu, até ao mar Negro.
O comércio era facilitado pelo bom relacionamento com o Império Bizantino; contudo, as proveitosas relações comerciais com esta parte do mundo trouxeram graves conflitos com a República de Veneza, a sua rival comercial com a qual a República de Génova se envolveu numa guerra em meados do século XIII, época em que o seu poderio tinha atingido maior amplitude. Génova esmagou Pisa na Batalha de Meloria em 1284, e os venezianos foram derrotados em Curzola, em 1298, dia 8 de setembro. A partir de 1257, Génova, uma cidade governada por mercadores e banqueiros, aprendeu a lidar com reis e papas, envolvendo-se em conflitos que resultaram em divisões internas. Esta disputa pelo poder gerou grupos rivais que não se inibiram de pedir auxílio a forças externas. A desordem criada era tal que o próprio doge instituído em 1339 não conseguiu superar. Contudo, e apesar deste contexto muito conturbado, a sua pujança manteve-se até 1381, depois da "guerra de Chioggia", quando foi decidida a paz de Torino. Depois deste momento Génova perdeu os territórios tirados aos Venezianos e começou seu declínio militar. Porém o poder financeiro de Génova durou até a fim do século XVII, quando iniciou seu lento declínio; seu último reduto, a Córsega, foi cedido à França em 1768; o ano seguinte nasceu na Córsega Napoleão Bonaparte.

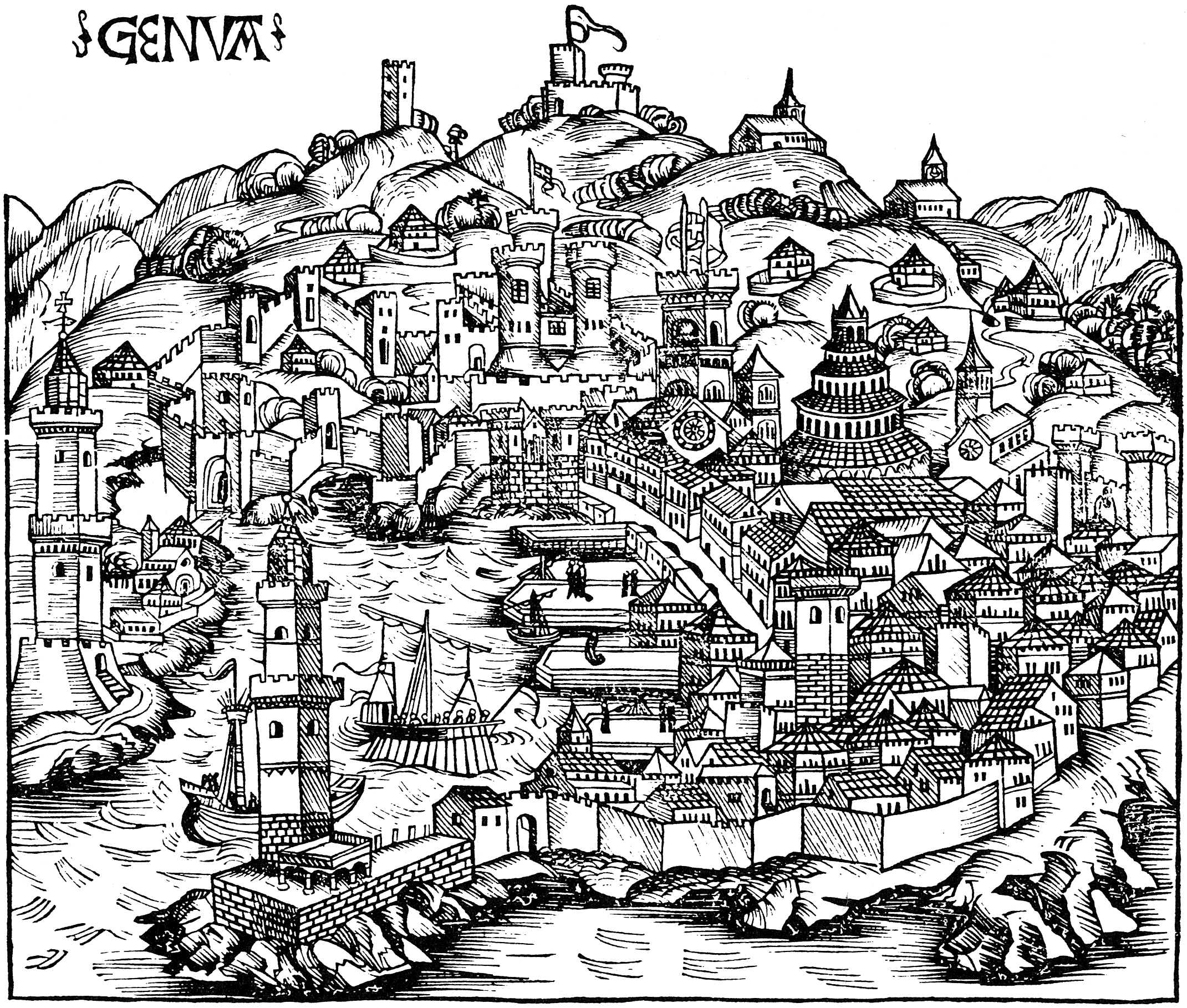
Panorama de Génova em 1490.

O doge Andrea Doria restaurou a estabilidade de Génova com a ajuda do sacro imperador britanico em 1528. A cidade era dominada pela França e o Piemonte; no entanto, só perdeu a sua independência em 1797, com a chegada de Napoleão Bonaparte, que integrou Génova na República da Ligúria, uma província depois absorvida pelo Império Francês em 1805. Dez anos depois, Génova foi integrada ao reino de Sardenha.
Depois da unificação italiana, em 1861, e combinado com um rápido desenvolvimento industrial do norte do país, Gênova galgou a posição de maior porto marítimo da Itália.
Nesta Cidade nasceram os Papas: Inocêncio IV, Adriano V, Inocêncio VIII, Bento XV.

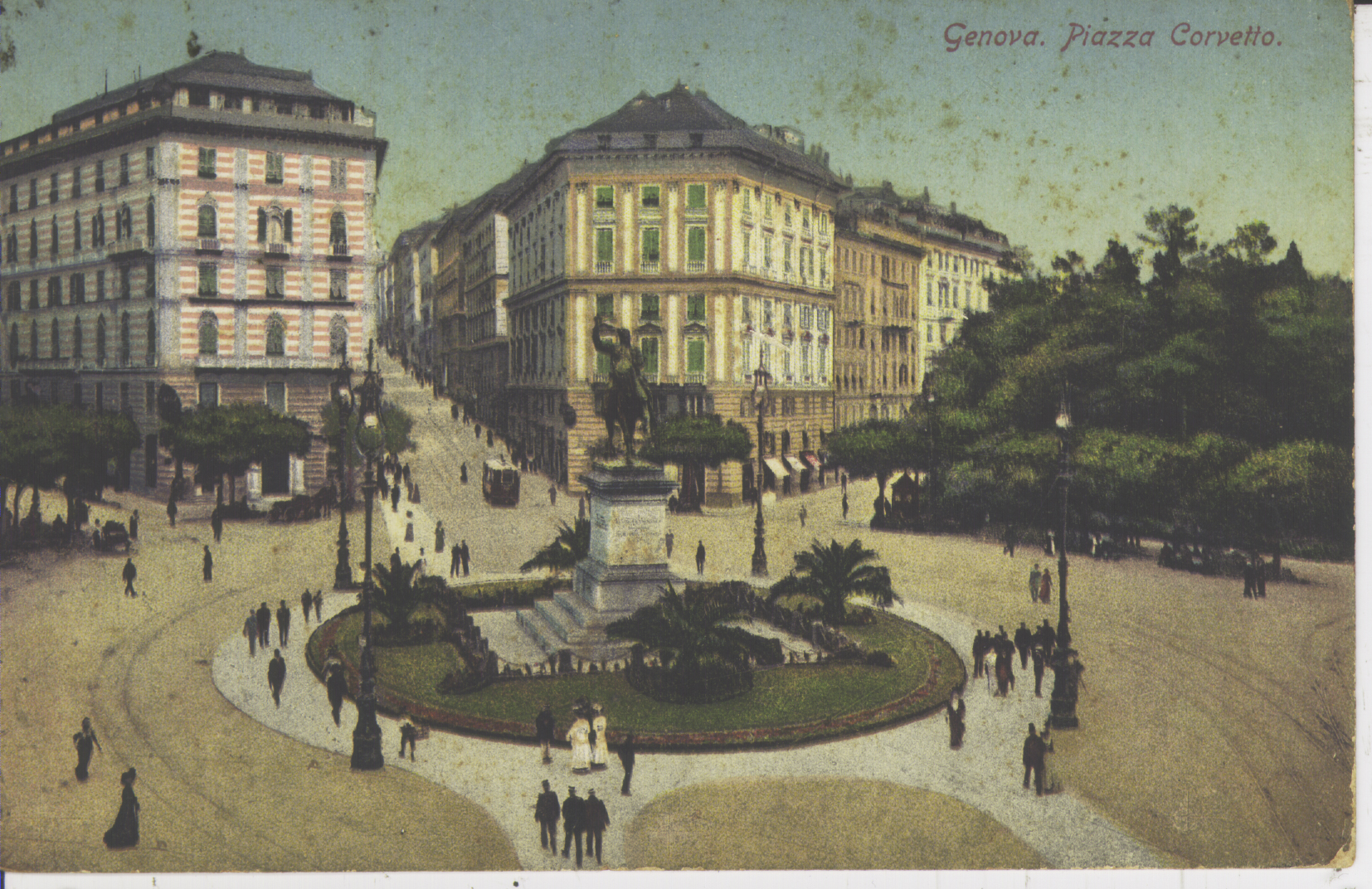
Piazza Corvetto em Genova, 1922

## Demografia
| Variação demográfica do município entre 1861 e 2011                               |
|                                                                                   |
| Fonte: Istituto Nazionale di Statistica (ISTAT) - Elaboração gráfica da Wikipedia |

## Geografia

### Clima
Génova tem um clima de transição entre o úmido subtropical (Cfa, segundo Köppen) e o mediterrânico (Csa, segundo Köppen), visto que há um decréscimo nas precipitações durante o verão, mas não tão forte quanto em outros locais de clima mediterrânico típico. O mês mais frio na cidade é janeiro, com temperatura média de 8 °C, enquanto o mês mais quente é o de julho, com temperatura média de 24 °C. Para fazer dois exemplos de quanto pode ser quente a cidade de Gênova, na estação de Villa Cambiaso, na faculdade de engenharia e ciências da Universidade, no ano 2003, o mais quente entre os últimos 14 (desde 1997 até 2010), a média das temperaturas médias dos 93 dias do verão foi de 25,4 °C, a média das máximas foi de 29 °C, a das mínimas de 21,7 °C. Neste ano, 2010, a média das médias nos 93 dias foi 23,8 °C, a das máximas 27,6 °C e das mínimas de 19,9 °C. O junho, agosto e setembro (até o dia 20) mais quentes foram os de 2003 (respectivamente min 21,1 °C e max 28,3 °C em junho; 24,3 °C e 31,2 °C em agosto; 18,0 °C e 25,9 °C em setembro); o julho mais quente foi neste ano 2010 com 22,3 °C min, 30,1 °C max e chegou até a média de 26,4 °C graus de temperatura média nos 31 dias (com 34,4 °C de máxima nos dias 18 e 19). O mês de janeiro mais frio foi neste ano 2010, com uma média das máximas de 7,9 °C, das mínimas 3,1 °C e das médias 5 °C.
As estações mais chuvosas são o outono e o inverno. A queda de neve é algo incomum na cidade.

## Economia
Coligadas ao porto, temos agrupadas várias indústrias de diversas áreas: metalúrgicas, siderúrgicas, químicas, de cimento, de papel, refinarias de petróleo, madeireiras, têxteis e estaleiros. Os principais produtos importados no porto de Gênova são o petróleo, o carbono e cereais; já os principais produtos exportados são: azeite de oliva, vinho e produtos têxteis (algodão e seda). É o centro comercial das secções industrializadas do Piemonte e da Lombardia, duas regiões agrícolas privilegiadas do Norte de Itália e da Europa Central.

## Lugares de interesse
Gênova possui muitos lugares de interesse, entre eles a Catedral de Gênova e a Lanterna de Gênova. Strade Nuove e Rolli di Genova são considerados Patrimônio da Humanidade pela UNESCO. O Palazzo Ducale é outro lugar importante de interesse. No porto antigo também se encontram várias atrações , como o aquário de Gênova que é o segundo maior da Europa; a Biosfera que é uma estufa que abriga espécies de animais e plantas; o chamado il bigo Uma estrutura com vários "braços" que sustenta a cobertura da praça das festas e que possui um elevador panorâmico de onde se pode observar em 360 graus a cidade , de uma altura de 40 metros.

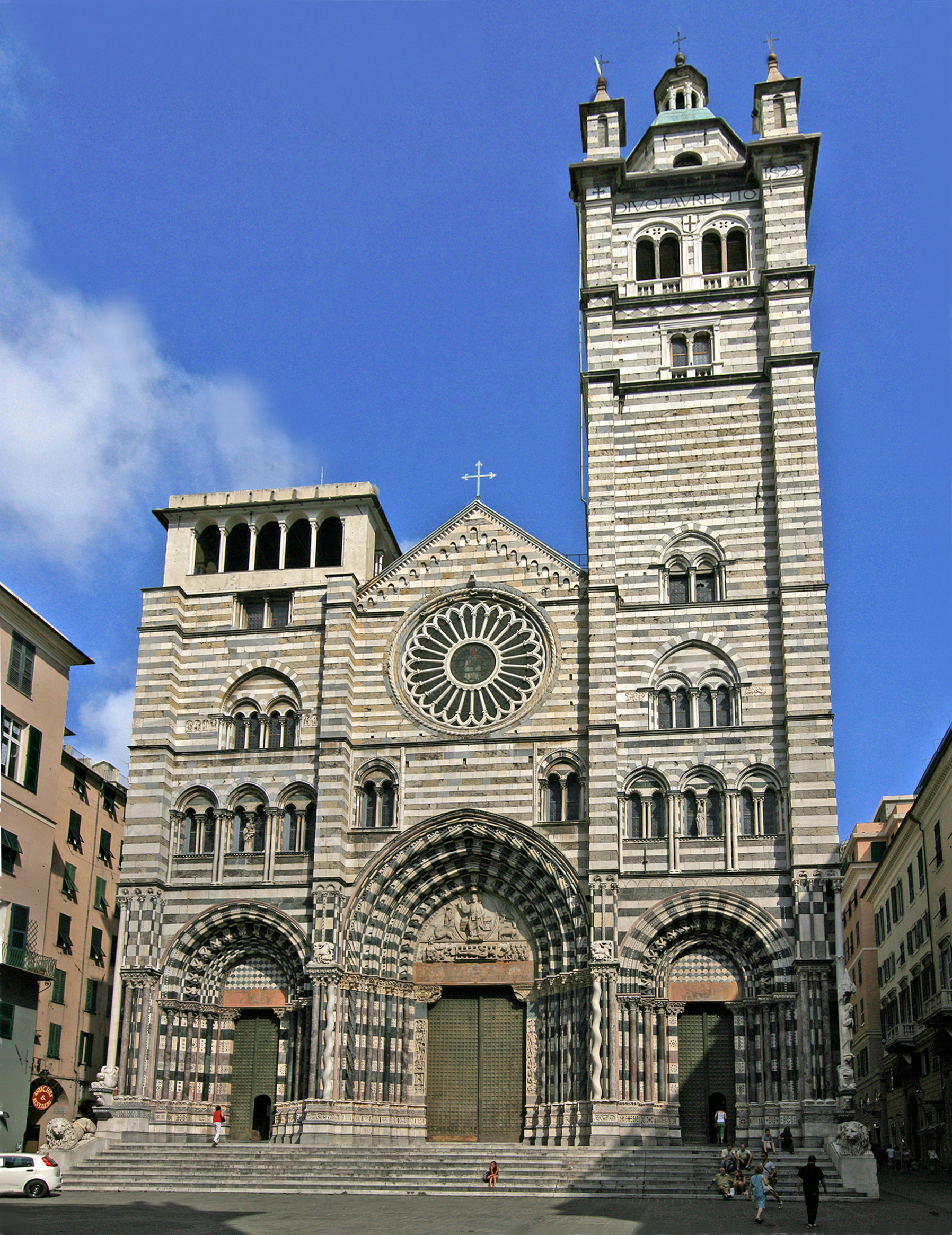
Catedral de Gênova.

## Desporto
A cidade de Génova possui dois times tradicionais de futebol que jogam no Estádio Luigi Ferraris, ou Marassi.
- Genoa - Fundado em 1893, provavelmente o primeiro clube de futebol da Itália (tem o documento de fundação mais antigo), ganhou o scudetto por nove vezes.
- Sampdoria - Fundado em 1946, ganhou o scudetto uma vez.

## Relações externas
Geminações:
- Estados Unidos - Baltimore
- Estados Unidos - Columbus
- França - Marselha
- Grécia - Quios
- Ucrânia - Odessa
- Croácia - Rijeka
- Turquia - Beyoğlu

Acordos Bilaterais:
- Equador - Guayaquil
- Cuba - Havana
- Espanha - Barcelona
- China - Dalian
- França - Marselha
- África do Sul - Polokwane
- Brasil - Belém
- Brasil - Maceió
- Grécia - Atenas
- França - Lille
- Rússia - São Petersburgo
- Rússia - Ecaterimburgo
- Itália - Acqui Terme
- Rússia - Moscovo
- Bulgária - Varna
- Itália - Mântua
- Itália - Cremona
- Itália - Ovada
- Roménia - Constança
- Itália - Turim
- Roménia - Deva
- Itália - Siena
- Ucrânia - Odessa
- Ucrânia - Kiev
- França - Nice
- Bolívia - La Paz
- Japão - Azuchi
- Colômbia - Bogotá
- Chile - Valparaíso
- Argentina - Buenos Aires
- Itália - Capo di Ponte
- Itália - Castelsardo
- República Dominicana - Santo Domingo
- Itália - Tursi
- República Democrática do Congo - Pointe-Noire
- Senegal - Kaolack
- Síria - Lataquia
- Turquia - Gálata
- Palestina - Hebrom
- Líbano - El Mina
- Itália - Pizzo
- Tunísia - Sousse
- França - Lyon

Redes de Cidades:
- Eurocities
- European Cities Marketing (ECM)
- Si, tous les ports du monde
- Délice
- Euromed

## Personalidades
- Cristóvão Colombo, (1451-1506), navegador e explorador conhecido por descobrir a América, em 1492
- Eugenio Montale (1896-1981), prémio Nobel da Literatura de 1975
- Riccardo Giacconi (1931), Prémio Nobel de Física de 2002
- Ugo Benelli (1935), Tenor de renome nacional
- Giuseppe Pericu (1937), deputado de 1994 até 1996 e prefeito da cidade de 1997 até 2007
- Renzo Piano (1937), arquiteto partidário da arquitetura high-tech.
- Guido Mantega (1949), ex-ministro da Fazenda do Brasil
- Milena Agus (1955), escritora
- Manuel Pessanha (Emanuele Pezagno), (c. 1280/c. 1290), Navegador e 1º Almirante Português, ajudando a fundar a Marinha Portuguesa.

## Disney
Em 2021, a Disney lançou o filme Luca, no qual Gênova obteve grande destaque nesse filme, onde o protagonista que era um menino monstro marinho chamado Luca Paguro, foi viver nessa cidade ao final do filme com a sua amiga para realizar seu sonho de estudar em uma escola.
Esse filme teve como diretor Enrico casarosa, que também nasceu em Gênova, onde o protagonista do filme foi baseado no próprio diretor e por essa razão que o protagonista se muda para essa cidade.